# Iudaea-capta-Münze

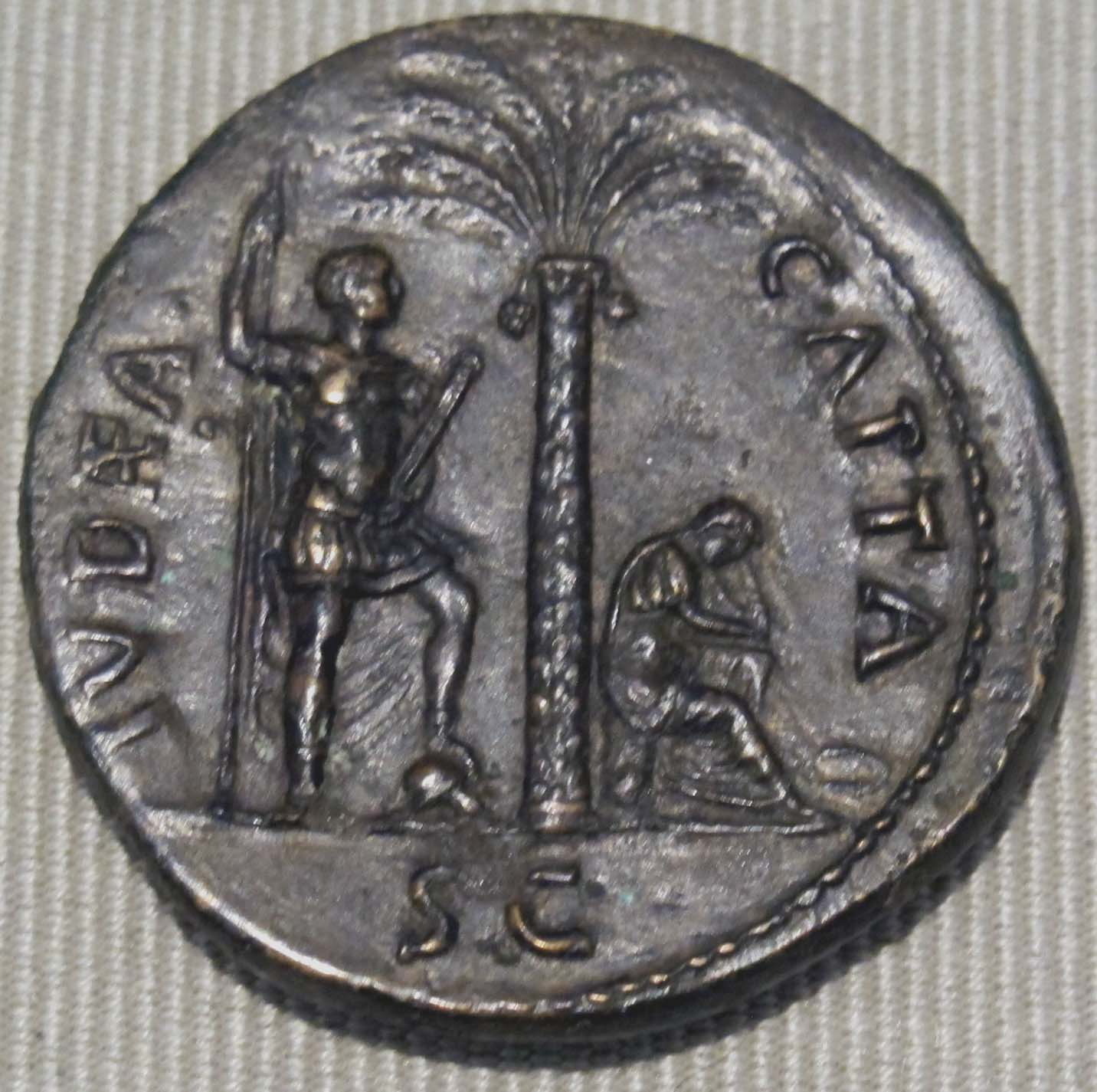
Iudaea-capta-Münze Vespasians: links Vespasian stehend, mit Speer und Parazonium, den Fuß auf einem Helm; rechts sitzt Judäa unter einer Palme, dargestellt als trauernde Frau (Cabinet des Médailles)

Eine Iudaea-capta-Münze ist eine antike römische Münze, die anlässlich des römischen Sieges im Jüdischen Krieg (66–70 n. Chr.) geprägt wurde. Münzen dieses Typs tragen auf der Vorderseite ein Bild des Kaisers Vespasian (oder, seltener, Titus) und auf der Rückseite ein Motiv, das an den Sieg in Judäa erinnern soll, dazu häufig die Inschrift IVDAEA CAPTA, lateinisch: „Erobertes Judäa“, nach der sie benannt sind. Alternative Inschriften sind: IVDAEA „Judäa“, IVDAEA DEVICTA „Besiegtes Judäa“, [VICTORIA] DE IVDAEIS „[Sieg] über die Judäer“, VICTORIA AVGVSTI „Sieg des Augustus“, oder griechisch ΙΟΥΔΑΙΑΣ ΕΑΛΩΚΥΙΑΣ „des eroberten Judäas“.
Vespasian war ein Usurpator, der sich in einem Bürgerkrieg nach dem Sturz Neros durchgesetzt hatte. Daran zu erinnern, war zur Legitimierung seiner Herrschaft aber wenig opportun. Infolgedessen stellte er seinen Sieg über das aufständische Judäa auf seinen Münzprägungen heraus.

## Vorläufer
In Aufnahme einer älteren hellenistischen Tradition, besiegte Barbaren darzustellen, zeigten Münzen der römischen Republik gefangene gallische oder spanische Krieger in kniender oder sitzender Pose unter dem Tropaion der siegreichen römischen Armee.

Prägungen aus republikanischer Zeit mit dem Capta-Motiv
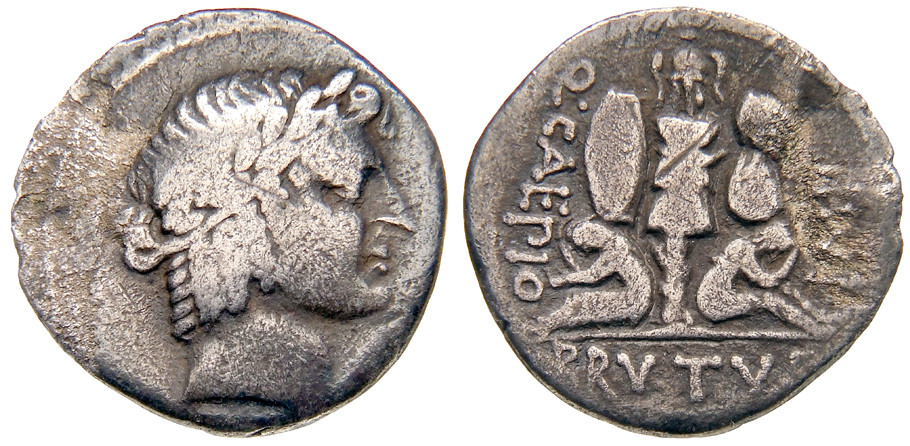
Gefangene Rücken an Rücken unter Tropaion (M. Iunius Brutus)
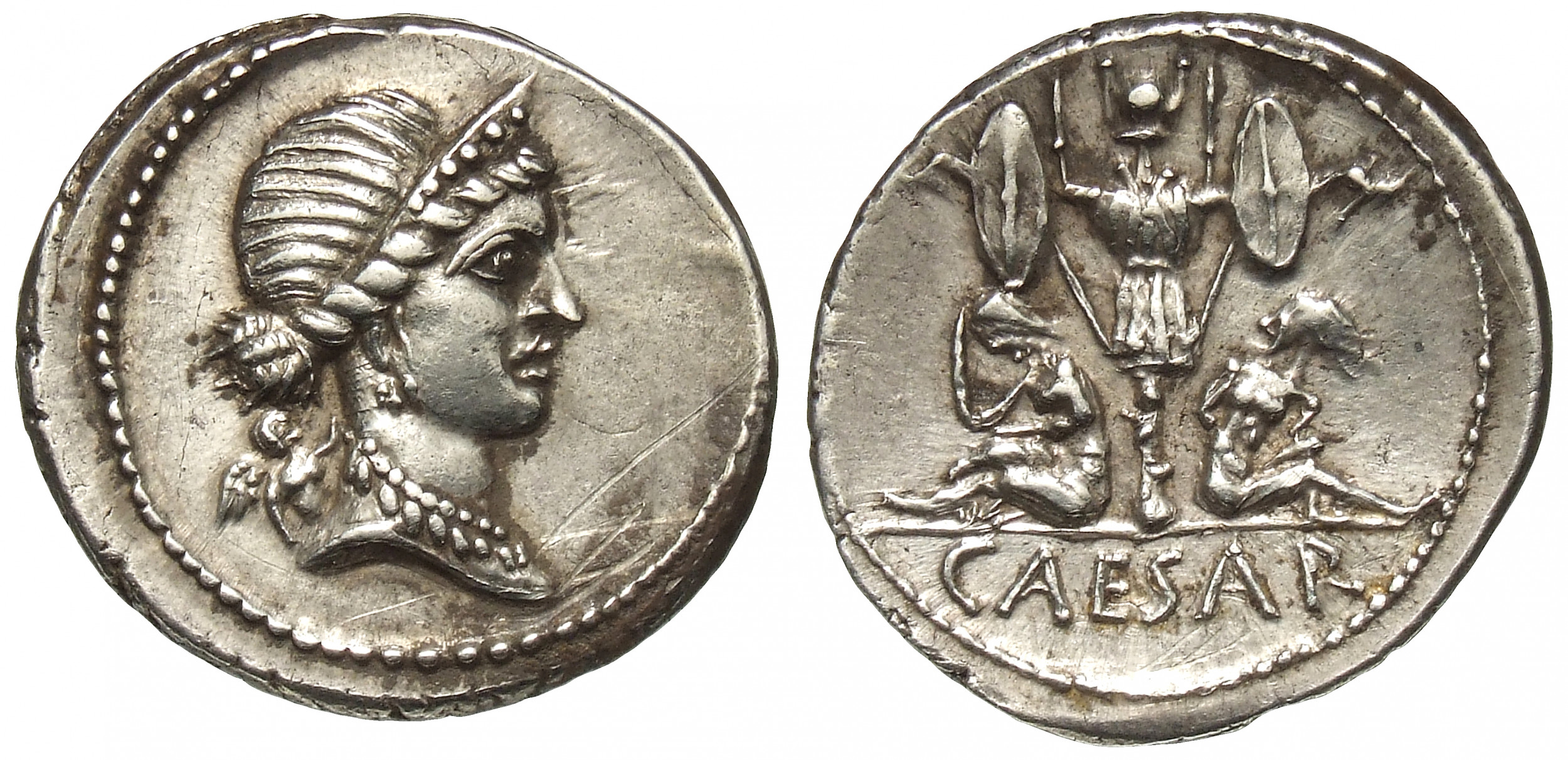
Trauernde Gallia, gefesselter Gallier unter Tropaion (C. Iulius Caesar)

Seit der Herrschaft des Augustus verschwand das Motiv des besiegten Gefangenen zeitweilig aus der römischen Münzprägung, kehrte aber gleich im ersten Jahr der Herrschaft Vespasians zurück und wurde während der flavischen Dynastie häufig verwendet. Die flavischen Münzmeister visualisierten so die Botschaft, dass die aufständischen Judäer ein ähnlich starker und barbarischer Gegner gewesen seien wie Spanier und Gallier zu Zeiten der Republik – barbarisch deshalb, weil sie die Annahme einiger Aspekte der hellenistischen bzw. römischen Kultur ablehnten.

## Varianten der Iudaea-capta-Münzen
Dass der Triumph Roms über eine aufständische Provinz in der Münzprägung so stark thematisiert wurde, ist ohne Parallele. Eine römische Provinz wurde ikonographisch wie ein äußerer Feind des Reichs dargestellt. Dieses Phänomen wird einerseits mit einem im antiken Mittelmeerraum weit verbreiteten Antijudaismus erklärt, andererseits mit dem besonderen Legitimationsbedürfnis der flavischen Dynastie. Das Erwartbare wäre eine Iudaea-recepta-Münze: Die aufständische Provinz wird nach Niederschlagung ihres Ungehorsams wieder in der Gemeinschaft des Reichs begrüßt. Gil Gambash, Haim Gitler und Hannah Cotton publizierten 2013 einen im Antikenhandel aufgetauchten Aureus Vespasians, der wohl 70 n. Chr. in Caesarea Maritima geprägt worden war und auf der Rückseite eine stehende Iudaea mit in die Hand gestütztem, geneigtem Kopf und verschränkten Beinen unter einer Dattelpalme zeigt, dazu die Inschrift: Iudaea recepta, „wiedergewonnenes Iudaea“. Demnach wurden nach dem Fall Jerusalems tatsächlich einige, jedoch nur relativ wenige Iudaea-recepta-Münzen geprägt, die später durch massenhaft geprägte Iudaea-capta-Münzen verdrängt wurden.

Prägungen Vespasians
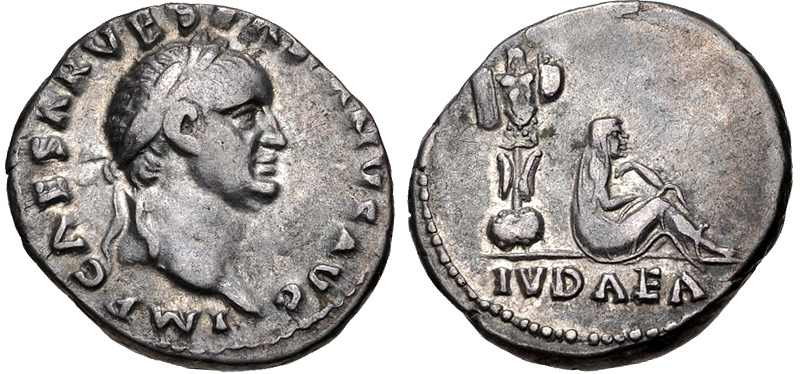
Trauernde Iudaea unter Tropaion
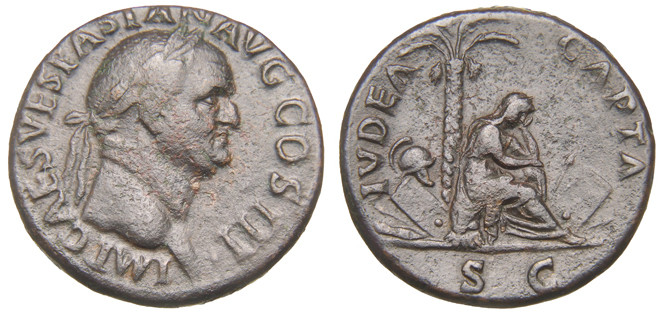
Trauernde Iudaea und niedergelegte Waffen unter Palme
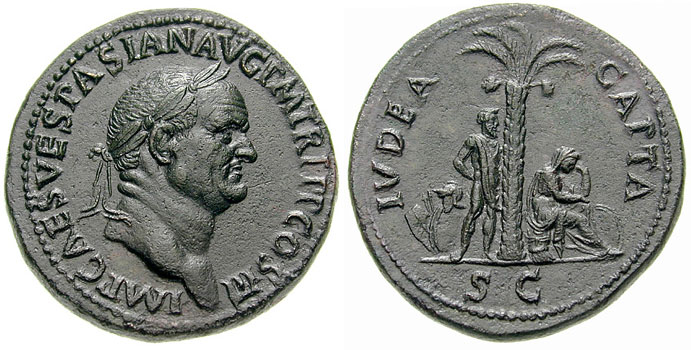
Gefangener Mann und trauernde Frau unter Palme
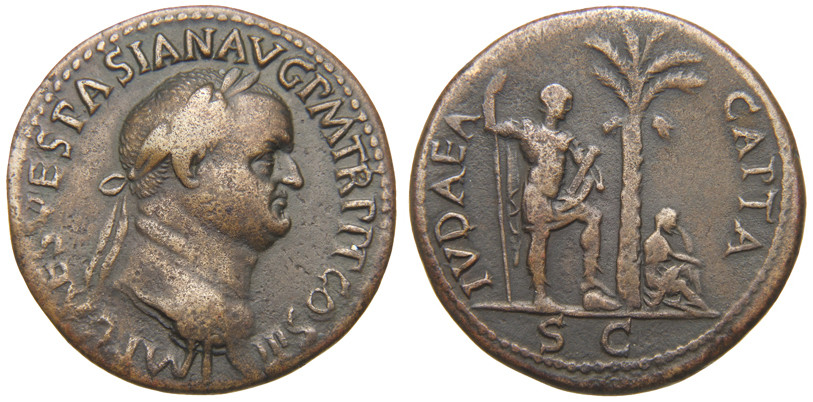
Triumphierender Römer und trauernde Iudaea unter Palme
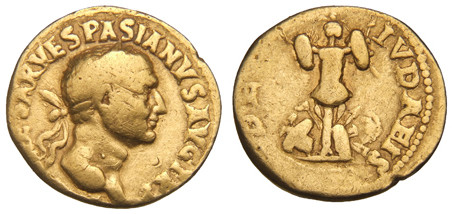
Tropaion und Inschrift DE IUDAEIS
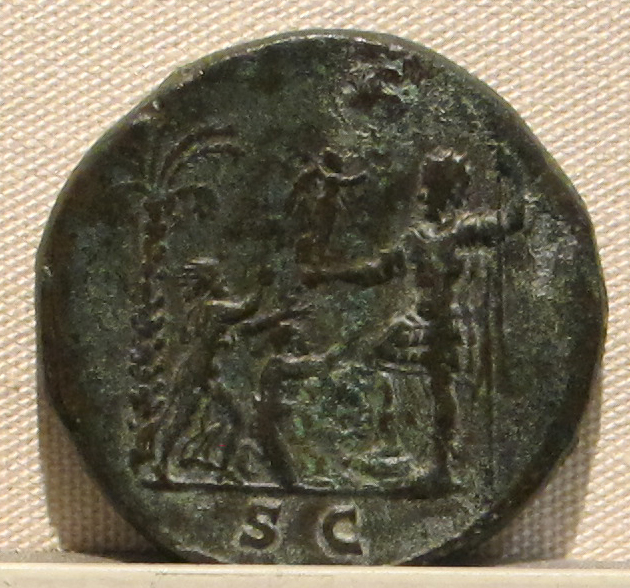
Palme, huldigende Judäerin und Judäer, triumphierender Feldherr

Der älteste Typ einer Iudaea-capta-Münze wurde zuerst (68/69 n. Chr.) in Gold und Silber ausgeprägt. Die durch die Inschrift als Iudaea identifizierte Frauengestalt sitzt rechts unterhalb eines Tropaions auf dem Boden, ein Knie angezogen, den Kopf gesenkt und in die Hand gestützt – eine Trauergeste. Anstelle des Tropaions kann auch eine Dattelpalme im Zentrum der Komposition stehen. Letzteres Motiv findet sich häufig auf Münzen, die in zeitlicher Nähe zu Vespasians Triumphzug im Juni des Jahres 71 n. Chr. geprägt wurden. Die Darstellung begegnet in verschiedenen Varianten. Manchmal ist die gefangene kauernde Iudaea von niedergelegten Waffen umgeben, oder ein gefangener Kämpfer mit auf dem Rücken gefesselten Händen steht auf der anderen Seite der Palme, unter der Iudaea trauernd sitzt. Alternativ kann auch der römische Feldherr in der Pose eines hellenistischen Gottes über Iudaea triumphieren.
Erstmals begegnet das Thema der Huldigung Judäas auf Sesterzen Vespasians in den Jahren 72/73 n. Chr. Die Dattelpalme ist nach links gerückt, rechts steht der römische Feldherr in voller Rüstung in der Pose einer triumphierenden Gottheit, eine Figur der Victoria in seiner rechten Hand. Ihm huldigen ein Mann und eine Frau aus Judäa, die ihm flehend die Hände entgegenstrecken. Er jedoch beachtet sie nicht.

Prägungen Titus’ und Domitians
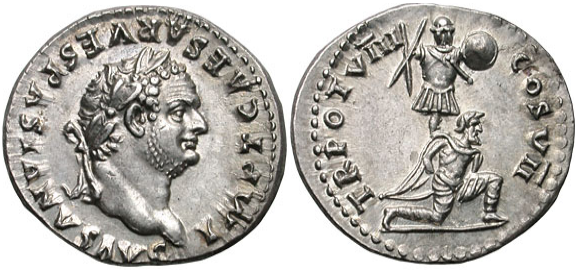
Gefesselter Kämpfer unter Tropaion, Inschrift TR POT VIII COS VII (Titus)
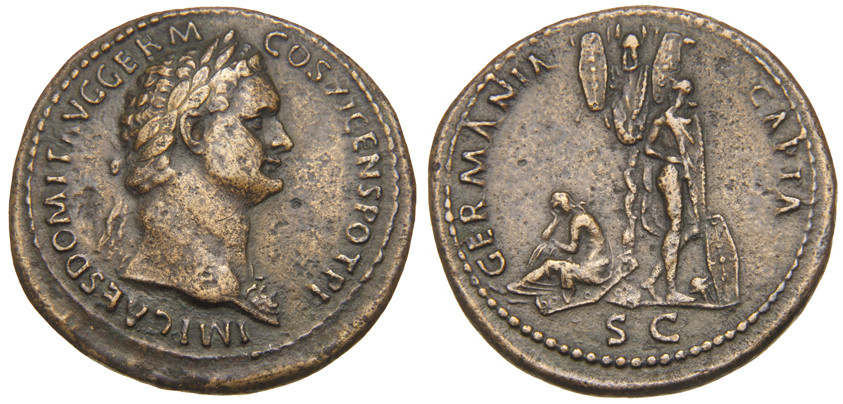
Trauernde Germania und gefesselter Kämpfer unter Tropaion, Inschrift GERMANIA CAPTA (Domitian)

Unter Titus wurden weiterhin Iudaea-capta-Münzen mit dem Motiv der Palme geprägt. Darüber hinaus ließ Titus Münzen prägen, die einen einzelnen gefangenen Krieger kniend unter einem Troparion zeigen, oder zwei gefangene Kämpfer Rücken an Rücken, oder einen Mann und eine Frau als kniende Gefangene. Hier wurde wahrscheinlich nicht der Sieg in Judäa dargestellt, sondern der Erfolg in Britannien.

## Wirkungsgeschichte

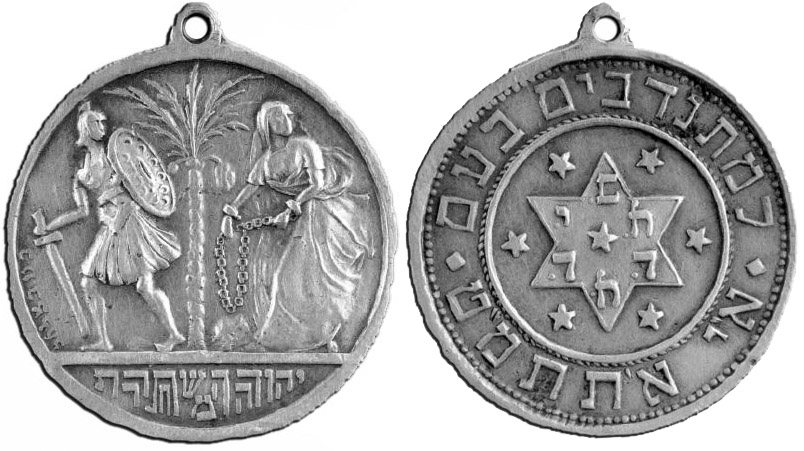
Medaille „Judäa befreit sich“

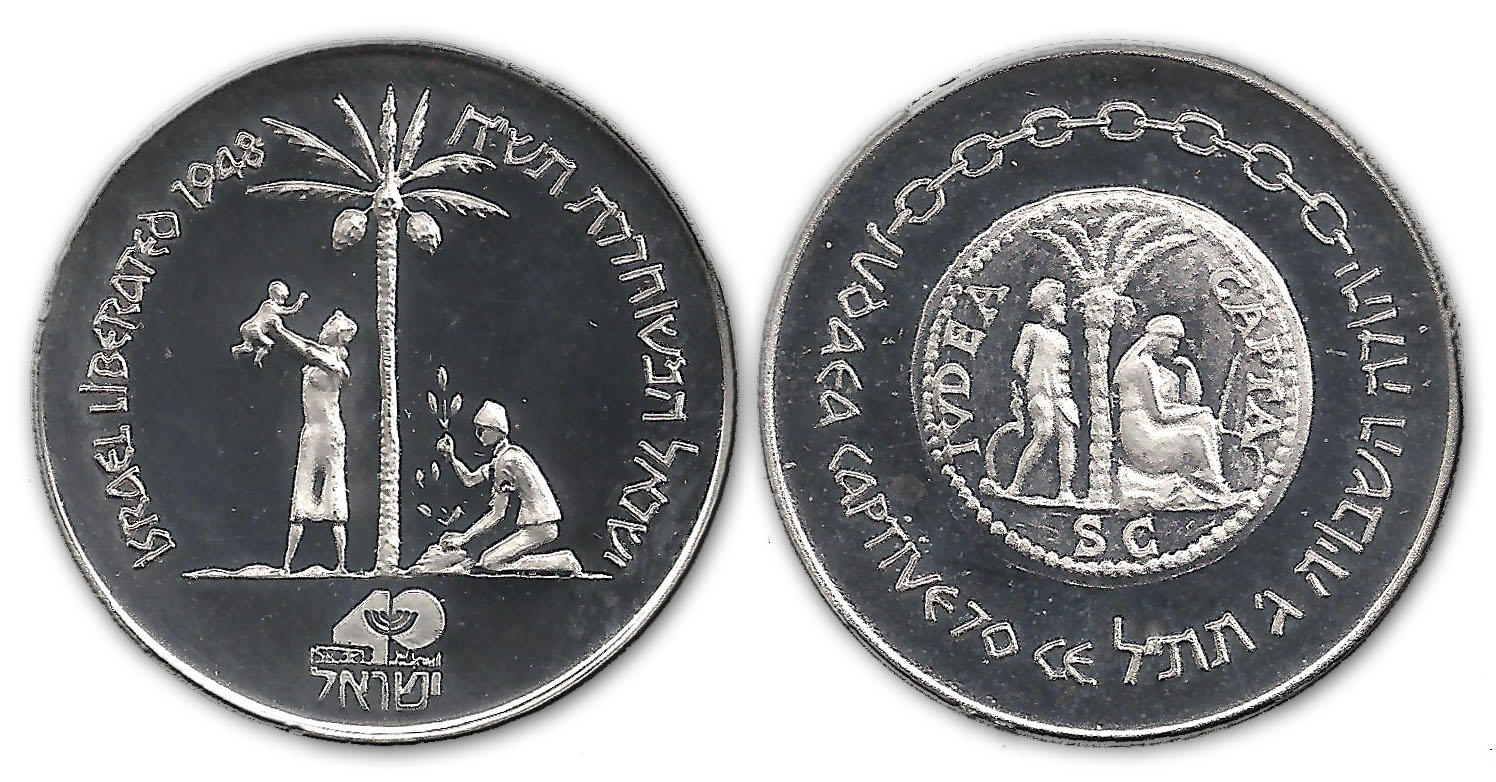
Medaille Israel Liberata

Das Motiv der Iudaea-Capta-Münzen war im 20. Jahrhundert wohlbekannt. Zionistische Künstler interpretierten es neu. So schuf Boaz Takton, ein Mitglied der Bezalel-Kunstakademie, eine Medaille, die eine sich aufrichtende Iudaea zeigt, welche ihre Ketten zerreißt, und einen zurückweichenden römischen Legionär. Die Inschrift lautet hebräisch יהודה המשתחררת Yehudah hamishtaḥreret „Judäa befreit sich“. Diese Medaille wurde Mitgliedern der Jüdischen Legion verliehen, die sich 1918 der britischen Armee anschlossen. In Varianten begegnet das Motiv z. B. 1934 auf einer dekorativen Kachel des Bialik-Hauses in Tel Aviv, oder 1958 in einer Medaillenserie Israel Liberata des Staates Israel, die der Numismatiker Leo Kadman angeregt hatte.